# Regolamento
Un regolamento, in diritto, viene usato per designare atti normativi emanati da organi dello Stato, enti pubblici, enti locali, organizzazioni internazionali e anche enti privati per disciplinare determinate materie o il proprio funzionamento.

## Nel mondo

### Italia
Nell'ordinamento italiano, la categoria dei regolamenti come fonte del diritto indica:
- atti normativi del governo:
  - regolamenti governativi, emanati con decreto del presidente della Repubblica;
  - regolamenti ministeriali, interministeriali o del Presidente del Consiglio dei ministri, emanati con decreto ministeriale, interministeriale o del Presidente del Consiglio dei ministri.

Gli atti normativi del Governo assumono il rango di fonte secondaria a condizione che siano espressamente qualificati come regolamenti; in caso contrario, si hanno decreti di natura non regolamentare, la cui natura è oggetto di discussione in dottrina.
- regolamenti adottati dalla Giunta regionale, emanati con decreto del Presidente della giunta regionale;
- atti normativi emanati da autorità amministrative indipendenti, dotate di autonomia regolamentare conferita dalla legge;
- atti normativi emanati da enti territoriali, sulla base di una potestà attribuita dalla costituzione o dalla legge;
- regolamenti parlamentari, emanati dalle camere del parlamento per disciplinare la loro organizzazione interna e il loro funzionamento; questi regolamenti, a differenza dei precedenti, hanno rango di fonte primaria, non essendo subordinati alla legge.

Vi sono poi regolamenti interni ad altri organi costituzionali, come la Corte Costituzionale e il Consiglio Superiore della Magistratura, la cui qualificazione in termini di fonte del diritto è dubbia, trattandosi esclusivamente di regolamenti di organizzazione interna.
I regolamenti amministrativi sono subordinati alla legge, a norma degli artt. 3 e 4 delle disposizioni sulla legge in generale premesse al codice civile. Perciò i regolamenti illegittimi devono essere disapplicati dall'autorità giudiziaria, anche dal giudice amministrativo.
Rispetto alle altre fonti del diritto si distinguono le seguenti principali tipologie: regolamenti per l'esecuzione di leggi o decreti legislativi, ovvero per l'attuazione e integrazione delle norme di principio in essi contenute, regolamenti in sostituzione di leggi o di atti aventi forza di legge, purché nell'ambito di materie la cui potestà legislativa non sia riservata dalla Costituzione o da leggi ordinarie al ricorso allo strumento legislativo; regolamenti per l'organizzazione il funzionamento della pubblica amministrazione in conformità alle leggi vigenti e alle fonti di diritto comune (es. CNNL del pubblico impiego).

### Unione europea
Nel diritto dell'Unione europea, il regolamento è una fonte secondaria rispetto ai trattati dell'Unione europea, ma costituisce una fonte primaria all'interno dei singoli ordinamenti nazionali. Per quanto riguarda in particolare l'Italia, il regolamento prevale in ogni caso sulla legge ordinaria.